# Marilenis Oporta
Marilenis del Carmen Oporta Vega (Morrito, Nicaragua, 24 de marzo de 1998) es una futbolista nicaragüense nacionalizada costarricense que juega como centrocampista en la L. D. Alajuelense de la Primera División de Costa Rica.

## Trayectoria
Marilenis debutó con Liberia en el 2016. En el 2017 estuvo con el club San Francisco donde campeonizó y logró el ascenso a la máxima categoría, en el mismo año llegó a Dimas Escazú. En el 2018 estuvo con UCR Fútbol Club. En el 2019 llegó a A. D. Moravia. En el 2020, se unió al equipo albinegro de Sporting F. C.. En el 2021, se unió a la L. D. Alajuelense donde obtuvo cinco títulos de primera división, una supercopa y una copa Interclubes de la Uncaf.

## Selección nacional
El 3 de septiembre de 2022, se dio su debut con la selección de Costa Rica en un partido amistoso ante Colombia, Marilenis ingresó de cambio al minuto 64, el compromiso cerró por la derrota 1-0.

## Clubes
| Club                | País       | Año  |
| ------------------- | ---------- | ---- |
| Liberia             | Costa Rica | 2016 |
| A. D. San Francisco | Costa Rica | 2017 |
| Dimas Escazú        | Costa Rica | 2017 |
| UCR Fútbol Club     | Costa Rica | 2018 |
| A. D. Moravia       | Costa Rica | 2019 |
| Sporting F. C.      | Costa Rica | 2020 |
| L. D. Alajuelense   | Costa Rica | 2021 |

## Palmarés

### Títulos nacionales
| Título                         | Equipo              | País       | Año  |
| ------------------------------ | ------------------- | ---------- | ---- |
| Segunda División de Costa Rica | A. D. San Francisco | Costa Rica | 2017 |
| Primera División de Costa Rica | L. D. Alajuelense   | Costa Rica | 2021 |
| Primera División de Costa Rica | L. D. Alajuelense   | Costa Rica | 2021 |
| Supercopa de Costa Rica        | L. D. Alajuelense   | Costa Rica | 2021 |
| Primera División de Costa Rica | L. D. Alajuelense   | Costa Rica | 2022 |
| Primera División de Costa Rica | L. D. Alajuelense   | Costa Rica | 2022 |
| Primera División de Costa Rica | L. D. Alajuelense   | Costa Rica | 2023 |
| Primera División de Costa Rica | L. D. Alajuelense   | Costa Rica | 2024 |

### Títulos internacionales
| Título                       | Equipo            | Sede       | Año  |
| ---------------------------- | ----------------- | ---------- | ---- |
| Copa Interclubes de la Uncaf | L. D. Alajuelense | Costa Rica | 2022 |